# An Đạo
An Đạo là một xã trung du miền núi ở phía Nam huyện Phù Ninh, tỉnh Phú Thọ. Xã An Đạo có tổng là diện tích 6,88 km², tổng số dân vào năm 1999 là 5787 người, mật độ dân số tương ứng 841 người/km².
An Đạo là xã giàu truyền thống cách mạng. Trải qua các bước thăng trầm của lịch sử, địa giới hành chính và tên gọi của xã An Đạo có nhiều thay đổi. Thời đại dựng nước Văn Lang - Âu Lạc, xã An Đạo thuộc huyện Mê Linh, quận Giao Chỉ. Thời kỳ Bắc thuộc, An Đạo thuộc huyện Thừa Hoá, quận Phong Châu. Thời kỳ nhà Trần thuộc huyện Phù Ninh, phủ Tam Đái, trấn Sơn Tây. Thời nhà Nguyễn, huyện Phù Ninh đổi thành huyện Phù Khang, phủ Tam Đái, trấn Sơn Tây. Năm Minh Mạng thứ 13 (1832), An Đạo thuộc huyện Phù Khang, phủ Đoan Hùng và năm Tự Đức thứ 6 (1853) chuyển về phủ Lâm Thao, tỉnh Sơn Tây. Năm 1903 tỉnh Hưng Hoá được thành lập xã An Đạo lúc này thuộc huyện Phù Ninh, tỉnh Hưng Hoá. Trước cách mạng tháng 8 năm 1945, An Đạo còn gọi là làng Dốc (Kẻ Dốc). Cách mạng tháng 8 thành công. Năm 1946, thực hiện sự chỉ đạo của cấp trên, huyện Phù Ninh từ 5 tổng, 40 làng hợp nhất thành 12 liên xã. Các làng An Đạo, Tử Đà, Bình Bộ hợp nhất thành xã Nguyễn Huệ. Khi tiến hành cải cách ruộng đất năm 1954, thực hiện chủ trương của Nhà nước, xã Nguyễn Huệ được chia thành 3 xã: An Đạo, Tử Đà, Bình Bộ. Năm 1968, hai tỉnh Vĩnh Phúc và Phú Thọ hợp nhất thành tỉnh Vĩnh Phú, xã An Đạo thuộc huyện Phù Ninh tỉnh Phú Thọ. Ngày 5 tháng 7 năm 1977, theo quyết định số 178/CP của Hội đồng Chính phủ, hai huyện Lâm Thao và Phù Ninh sáp nhật thành huyện Phong Châu, xã An Đạo thuộc huyện Phong Châu, tỉnh Vĩnh Phú. Tháng 1 năm 1997, Vĩnh Phú chia tách thành 2 tỉnh Vĩnh Phúc và Phú Thọ, xã An Đạo thuộc huyện Phong Châu, tỉnh Phú Thọ. Năm 1999 huyện Phong Châu được chia tách thành 2 huyện Lâm Thao và Phù Ninh, xã An Đạo thuộc huyện Phù Ninh, tỉnh Phú Thọ.